# Arma (peuple)
Pour les articles homonymes, voir Arma et Armas.
Les Armas sont une population d'Afrique de l'Ouest habitant traditionnellement dans la région de la boucle du Niger au Mali, descendants des membres de l'armée marocaine, composée de Marocains, d'Andalous musulmans et de chrétiens espagnols qui ont élu domicile dans la région et se sont mariés avec des femmes songhaïs, à la suite de l'annexion de la région par Ahmed al-Mansour au terme de la bataille de Tondibi en 1591.
Les Armas ont gouverné le pachalik de Tombouctou de 1591 jusqu'en 1833, avec une interruption lors de l'occupation de Tombouctou par les Touaregs en 1737.

## Ethnonymie
Selon les sources et le contexte, on rencontre plusieurs formes : Armas, Laloudjis, Lalugi, Laluyi, Ruma. Les Armas, dont le nom dérive de l'arabe  الرماة ar-ruma, pluriel de الرامي al-rami «le tirailleur», (racine qui a donné son nom traditionnel à l'étoile Alpha Sagittarii), portent souvent le nom de Touré : à l'origine un titre religieux repris par les pachas marocains, il devint un nom de famille très porté au Mali et en Guinée.

## Population
Leur nombre est estimé à 20 000. Les Armas sont généralement musulmans.

## Histoire
À la suite d'un conflit entre le sultan marocain Ahmed al-Mansour et l'empereur songhaï Askia Ishaq II portant sur le contrôle des mines de sels de Teghazza, une guerre éclate entre les deux pays et se solde par l'annexion (1591-1595) de la région de la boucle du Niger par le Maroc.
Les Marocains de cette armée et ceux qui viendront par la suite pour administrer cette nouvelle région marocaine, dont le gouverneur est d'abord désigné par le sultan du Maroc, puis par la suite deviendra élu par les Marocains du Soudan, se mélangeront à la population locale et prendront des femmes notamment chez l'ethnie songhaï ; c'est de cette union que sera née l'ethnie des Armas, liée et souvent rattachée à celle des Songhaï, dont les notables de Tombouctou feront partie jusqu'à la période coloniale.
C'est le chef des Armas Sagayar Hamad Shekou Touré qui signa le traité de reddition avec la France en 1898. Sagayar Touré décéda en 1912 et la succession fut passée à son frère Oumarou Touré qui régna de 1912 à 1915. Après avoir pris part en compagnie des touaregs oulliminden de Firhoun contre la france, il fut déposé par ces derniers et remplacé par son frère Jaouder Sagayar a régné de 1915 à 1916. Après le décès de ce dernier, Dallo Sagayar régna de 1916 à 1942 avant de passer le trône à Ibrahim Sagayar qui régna de 1942 à 1947. Ce fut ensuite le tour de Albachar Dallo dont le règne a duré 46 ans, soit de 1947 à 1993[réf. nécessaire]. Les Armas conservent encore de nos jours la chefferie traditionnelle de la ville de Gao et de ses environs. Le chef arma est nommé Gawal-Keido dérivé de l'arabe « caïd » de Gao. L'actuel Gawal-Keido est Arougaya Ibrahim Touré qui a succédé à son frère Ali Ibrahim Touré en novembre 2010. Ali Ibrahim a régné de 1994 à 2010.Je

## Personnalités
Le chanteur Ali Farka Touré est d'origine arma ainsi que l'ancien président malien Amadou Toumani Touré.